# Tholus
Tholus (мн. Tholi; з латинської — «купол») — невелика куполоподібна гора чи пагорб на небесному тілі. Термін використовується в планетній номенклатурі — входить до складу власних назв подібних об'єктів. У міжнародних назвах він, як і інші родові терміни, пишеться з великої літери та стоїть після власного імені (наприклад, купол Гекати — Hecates Tholus).
Це слово взято з латинської мови, де означає купол або будівлю з куполом. Воно походить від грец. θόλος (толос, кругла в плані споруда з конічним або куполоподібним дахом). Як і інші номенклатурні терміни, воно характеризує лише зовнішній вигляд об'єкта, а не його походження чи геологічну будову. Таким чином, воно придатне для об'єктів будь-якої, в тому числі невідомої, природи (хоча для багатьох із них і встановлено, що вони є вулканами). Більшим височинам дають назви з терміном Mons («гора»), а скупченням менших — Colles («пагорби»); для своєрідних круглих плосковершинних гір, що характерні для Венери, вживають термін Farrum.
Термін Tholus було введено в планетну номенклатуру 1973 року на XV Генеральній асамблеї Міжнародного астрономічного союзу. Тоді було названо 11 таких об'єктів на Марсі. Станом на вересень 2016 року термін Tholus або Tholi є в назві 91 об'єкта: 57 на Венері, 21 на Марсі, 7 на Церері, 3 на Весті та 3 на Іо. На різних небесних тілах їх називають по-різному:
- на Венері — на честь різноманітних богинь різних народів;
- на Марсі — назвами сусідніх деталей альбедо на картах Джованні Скіапареллі або Ежена Антоніаді;
- на Церері — назвами сільськогосподарських свят різних народів;
- на Весті — назвами географічних об'єктів та свят, пов'язаних із весталками;
- на Іо — на честь героїв міфів, пов'язаних із Іо чи громом[3].